# Frontière entre le Burundi et la Tanzanie
La frontière entre le Burundi et la Tanzanie est une frontière internationale continue longue de 451 kilomètres séparant le Burundi et la Tanzanie en Afrique de l'Est.

## Description
La frontière débute sur le lac Tanganyka par un point triple avec les frontières République démocratique du Congo-Tanzanie et Burundi-République démocratique du Congo. Elle se dirige vers l'est sur environ 30 kilomètres avant de rejoindre la rive du lac Tanganyka à 50 kilomètres de Kigoma. Ensuite, elle part vers le nord-est en suivant le cours du Malagarasi, sur un tiers de la longueur de la frontière. Puis elle remonte vers le nord. Elle emprunte le cours du Ruvubu peu avant de finir par un point triple avec les frontières Burundi-Rwanda et Rwanda-Tanzanie.